# 4 děti na prodej
4 děti na prodej (anglicky 4 Children for Sale) je černobílá fotografie čtyř dětí nabízených k prodeji. Fotografie byla pořízena v Chicagu a zveřejněna 5. srpna 1948 v novinách Vidette-Messenger ve Valparaisu, v Indianě. Podle popisu v článku byl otec nezaměstnaný řidič nákladního automobilu na uhlí a rodina se měla vystěhovat z bytu. To přimělo rodiče prodat své děti. Fotografie se během následujícího týdne široce rozšířila, byla také zveřejněna v novinách mimo jiné v Ohiu, Wisconsinu, Michiganu, New Yorku, Pensylvánii, Iowě a Texasu. Fotografie zobrazuje matku Lucillu Chalifouxovou, jak si zakrývá tvář, když její čtyři děti nevědomky sedí pod cedulí, která je všechny nabízí k prodeji.
I když se spekulovalo, že fotografie mohla být zinscenovaná, příběh za tím byl pravdivý. Všechny děti, včetně dítěte, se kterým byla Chalifoux těhotná v době pořízení fotografie, byly prodány. Jedna z dívek na fotografii tvrdila, že byla prodána za 2 dolary na peníze na bingo, O dalších dětech se tvrdilo, že byly prodány a připoutány ve stodole, aby pracovaly jako otroci na farmě. Potomci dětí se snažili najít své příbuzné.

## Fotografie

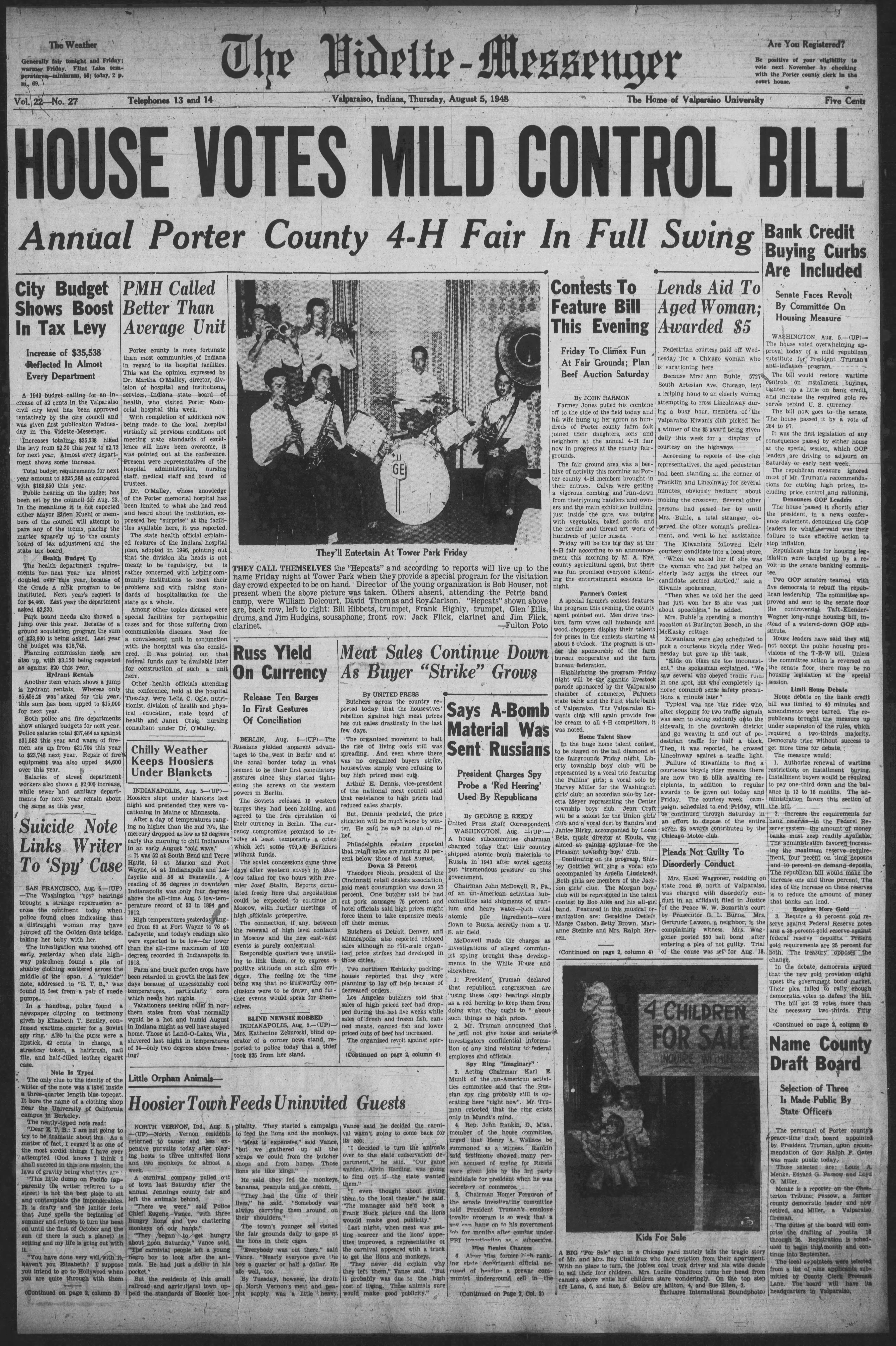
Titulní strana novin Vidette Messenger, 5. srpna 1948

'4 Children for Sale' - původní článek: "5. srpna 1948 - Chicago, Illinois: Velký nápis "Na prodej" na chicagském dvoře němě vypráví tragický příběh pana a paní Ray Chalifouxových, kteří čelí vystěhování z jejich bytu, nezaměstnaný řidič náklaďáku na uhlí a jeho žena se rozhodnou prodat své čtyři děti. Čtyři děti Raye a Lucille Chalifouxových sedí na schodech verandy. Matka odvrací hlavu od fotografické kamery, zatímco její děti na schodech se udiveně rozhlížejí. S nápisem Na prodej v popředí fotografie jsou děti nabízeny k prodeji. Na nejvyšším stupni jsou Lana (6) a RaeAnn Mills (5). Níže jsou Milton (4) a Sue Ellen (2). O rok později matka porodila páté dítě jménem Bedford.
Není známo, jak dlouho nápis na zahradě byl. Někteří členové rodiny tvrdili, že matka byla za pořízení fotografie placena. Všechny děti na fotografii a také nenarozené dítě však byly během dvou let prodány různým rodinám. Matka byla řadu let odkázána na státní pomoc a otec rodinu opustil. Přestěhoval se do New Jersey kvůli trestnímu řízení proti němu v Cook County v Illinois.

## Historie

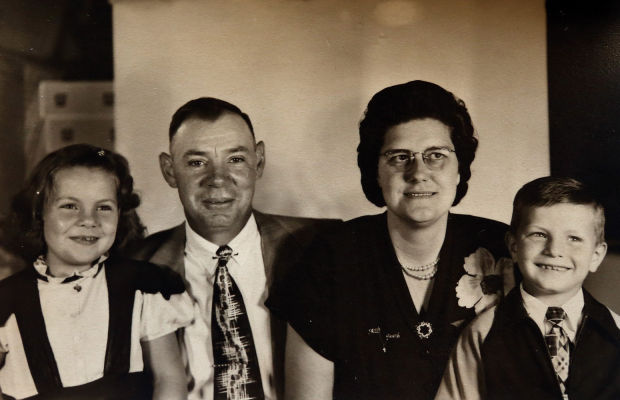
RaeAnn Mills (vlevo) a Milton (vpravo) s Johnem a Ruth Zoetemanovými, 1950

### RaeAnn Mills a Milton
Dne 27. srpna 1950 byli RaeAnn Mills a její bratr Milton prodáni Johnovi a Ruth Zoetemanovým. Jméno RaeAnn bylo změněno na Beverly Zoeteman a jméno Miltona na Kenneth Zoeteman. Ti dva nebyli nikdy Zoetemanovými oficiálně adoptováni, ale fotografie školní ročenky a pozdější rodinné nekrology podporují verzi, že byli adoptováni. Zoetemanovi měli farmu v De Motte a děti byly často připoutané ve stodole a nuceny pracovat dlouhé dny na polích. John byl Miltonovými nazýván ‚otrokem‘ a byl pravidelně bit. Podle Johna to mělo udržet Miltona v souladu s heslem "Pokud se bojíš, poslouchej mě."
V pubertě byla RaeAnn Mills unesena a znásilněna, což vedlo k jejímu těhotenství. Zoetemanovi ji poslali do domova pro neprovdané matky v Michiganu. Přivedla holčičku zpět k DeMotteovým. Zpočátku Zoetemanovi tvrdili, že si dívku mohou nechat, ale nakonec ji nechali adoptovat, když jí bylo 6 měsíců. Krátce poté RaeAnn Mills opustila domov ve věku 17 let.
Jak Milton stárnul, začal na zneužívání reagovat stále prudčeji. Soudce ho považoval za hrozbu pro společnost a byl nucen volit mezi psychiatrickou léčebnou a reformovanou věznicí pro mládež. Vzhledem k hororovým příběhům o věznicích pro mládež se rozhodl pro psychiatrickou léčebnu. Bylo zjištěno, že trpěl schizofrenií a záchvaty vzteku. V červnu 1967 byl propuštěn. Zemřel v prosinci 2016.

### Bedford

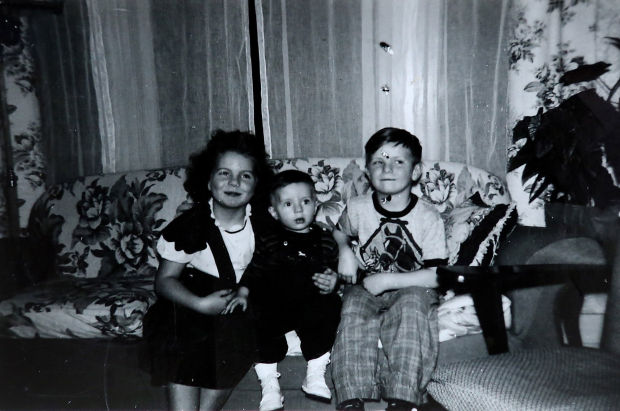
RaeAnn Mills, Bedford a Milton, 1950

Bedford se narodil 26. září 1949. Dne 16. července 1950 ho legálně adoptovali Harry a Luella McDanielovi, kteří nemohli mít vlastní děti. Změnili jméno Bedford na David McDaniel. Vyrostl ve Wheatfieldu, pár mil od RaeAnn Millsové a Miltona. Občas je navštěvoval na kole. Jednou našel svého bratra a sestru svázané v kůlně. Poté, co je vysvobodil, John Zoeteman ho následoval do jeho domu. Konfrontaci chlapce se starším mužem nakonec zabránil jeho adoptivní otec. Bedford naznačil, že je vzpurný teenager, navzdory relativně dobrému životu. Jeho adoptivní rodiče ho učili normám a hodnotám, ale byla to přísná křesťanská rodina. Z domova odešel ve věku 16,5 let, poté strávil 20 let v armádě. Od té doby pracoval jako řidič nákladního automobilu ve Washingtonu.

### Lana a Sue Ellen
O adopci Lany není nic známo, protože v roce 1998 zemřela na rakovinu. To bylo předtím, než se sourozenci znovu našli.
Sue Ellen věřila, že ji adoptoval pár s příjmením Johnson, ale záznamy o adopci byly ztraceny při požáru. Vyrůstala poblíž svého původního domova. Zemřela na onemocnění plic  9. července 2013.